# مارنة
مارنة (هل‌اشتاين) (بالألمانية: Marne, Germany) هي بلدة ألمانية تقع في ألمانيا في Marne-Nordsee.  يقدر عدد سكانها بـ 5,967 نسمة .